# Mégaséisme
 (août 2025).
Un mégaséisme est un séisme dont la magnitude est supérieure à 8,5. Cette catégorie regroupe les plus puissants séismes ayant eu lieu sur Terre. Ces séismes naissent à l'interface entre deux plaques dans une zone de subduction, à des profondeurs généralement de moins de 50 kilomètres sous la surface du sol.
En géophysique, ces évènements extrêmes sont dits « séisme caractéristique » ou « séisme majeur ». Leur occurrence est probablement au moins millénaire.

## Histoire
Les mégaséismes enregistrés depuis 1950 ont eu lieu :
- en Assam et au Tibet le 15 août 1950 (magnitude 8,7) ;
- à Valdivia le 22 mai 1960 (magnitude 9,5) ;
- en Alaska le 27 mars 1964 (magnitude 9,3) ;
- aux îles Rat le 4 février 1965 (magnitude 8,7) ;
- à Sumatra le 26 décembre 2004 (magnitude 9,3) ;
- à Sumatra le 28 mars 2008 (magnitude 8,7) ;
- au Chili le 27 février 2010 (magnitude 8,8) ;
- au Japon le 11 mars 2011 (magnitude de 9,0 à 9,1) ;
- au Kamtchatka le 29 juillet 2025 (magnitude 8,8).

## Prévision et anticipation
La plupart du temps leur importance n'est pas prévisible faute d'archives historiques précises suffisantes. 
Ce manque de données historiques écrites peut être en partie comblée par une étude paléosismique basée sur :
- l'analyse des traces d'anciens tsunamis (généralement  plus faciles à observer sur les anciens estuaires et terrasses marines) ;
- la géodésie spatiale (systèmes GPS + interférométrie radar (en))

Ainsi, a-t-on montré au Japon (Tohoku) l’occurrence d'un mégatsunami en l'an 869. Ce tsunami n'a cependant été identifié qu'après la construction de la plupart des centrales nucléaires japonaises.

## Origines et modèle scientifique
Dans le contexte de la tectonique des plaques, à ce jour, les scientifiques expliquent les mégaséismes par le modèle simple dit du rebond élastique, proposé pour la faille de San Andreas à la suite du séisme de 1906 à San Francisco, puis adapté aux zones de subduction.
Selon ce modèle, entre deux tremblements de terre (« phase intersismique »), la zone de subduction s'enfonce profondément et de façon continue, en accumulant des contraintes de cisaillement dans sa partie plus superficielle dite « sismogène ».
Le tremblement de terre se produit quand la contrainte accumulée dépasse le seuil de glissement. La magnitude dépend de l'importance et de la distribution de cette contrainte accumulée.
Il semble que des mouvements « asismiques » épisodiques dans la partie profonde de la zone sismogène puisse retarder les mégaséismes. On observe ces mouvements par la géodésie spatiale.
Ces tremblements de terre peuvent générer de grands tsunamis, dits « mégatsunamis », dont la hauteur peut dépasser 20 à 30 mètres.

## En France
Le risque concerne surtout les Antilles françaises où de plus un « risque volcanique » s'ajoute au « risque sismique ».
L'académie des sciences a émis plusieurs recommandations pour la France et l'Europe à la suite de l'étude du mégatsunami qui a causé l'accident nucléaire de Fukushima.